# كارليتوس (لاعب كرة قدم مواليد 1977)
كارلوس مانويل دا سيلفا كونها (من مواليد 6 مارس 1977)، المعروف باسم كارليتوس، هو لاعب كرة قدم برتغالي متقاعد يلعب كجناح أيمن.
شارك في 260 مباراة بالدوري البرتغالي الممتاز وسجل 30 هدفًا على مدار 16 موسمًا، معظمها مع جيل فيسينتي (ست سنوات). كما أمضى وقتًا كبيرًا في المنافسة مع بنفيكا (أربعة مواسم) وفيتوريا دي جيماريش (ثلاثة مواسم).

## المسيرة الكروية
ولد كارليتوس في بارسيلوس، وكانت مسيرته المهنية مرتبطة بشكل وثيق بنادي جيل فيسينتي المحلي، والذي مثله في أربع فترات منفصلة. شارك لأول مرة مع الفريق الأول - والدوري البرتغالي الممتاز، في أواخر موسم 1994-1995 عندما كان عمره 18 عامًا، ثم شارك في 58 مباراة أخرى بالدوري في موسمين كاملين.
في عام 1997، انضم كارليتوس إلى ريال مدريد بعقد مدته أربع سنوات، وتم إعارته على التوالي إلى نادي براغا، ونادي إستريلا دا أمادورا، ونادي جيل فيسينتي مرة أخرى ولم يظهر أبدًا في مباريات تنافسية مع الإسبان. في الحملة الأخيرة، سجل أفضل تسعة أهداف في مسيرته حيث أنهى النادي الأخير في المركز الخامس وهو أفضل مركز على الإطلاق؛ وكان من بين زملائه في الفريق الدولي البرتغالي المستقبلي بيتي.
ثم وقع كارليتوس مع عملاق الدوري بنفيكا، لكنه لم يتمكن أبدًا من الاستقرار في التشكيلة الأساسية، كما تم تخفيض رتبته في وقت ما إلى الاحتياطيين. منذ فبراير 2004، لعب لمدة ستة أشهر في إسبانيا مع نادي بوليديبورتيفو إيجيدو، حيث شكل فريقًا مع زميله السابق في بنفيكا خوسيه كالادو. عاد إلى بلاده وجيل بعد فترة وجيزة، حيث أمضى أجزاء من موسمه الأخير في دوري الدرجة الثانية وأنهى الموسم مرة أخرى في الدرجة الأولى، مع نادي أوس بيلينينسيس.
في موسم 2007–08، انضم كارليتوس إلى نادي فيتوريا إس سي بعد عودة فريق مينهو إلى الدرجة الأولى. لن يتم استخدامه إلا بانتظام في السنة الأولى - 22 مباراة، 11 منها من مقاعد البدلاء - مما ساعد في الوصول إلى المركز الثالث النهائي، لكنه فقد أهميته تدريجيًا في الفريق. في يوليو 2010 عاد إلى جيل فيسينتي، وعمره 33 عامًا، وشارك في 16 مباراة مع صعود النادي إلى الدرجة الأولى واعتزل بعد فترة وجيزة.

## الأوسمة
جيل فيسينتي
- الدوري الإسباني الدرجة الثانية : 2010–11

## روابط خارجية
- كارليتوس على BDFutbol